# Норатус (село)
Це стаття про село Норатус. Стаття про пам'ятку — Норатус.
Норатус (вірм. Նորատուս) — село в марзі Гегаркунік, на сході Вірменії. Село розташоване на річці Гаварагет, за 4 км на північний схід від міста Гавар, поруч з трасою Єреван — Севан — Мартуні — Варденіс.
В селі розташоване відоме кладовище Норатус. В селі розташована церква 9 століття та зруйнована базиліка Сааку.

## Галерея

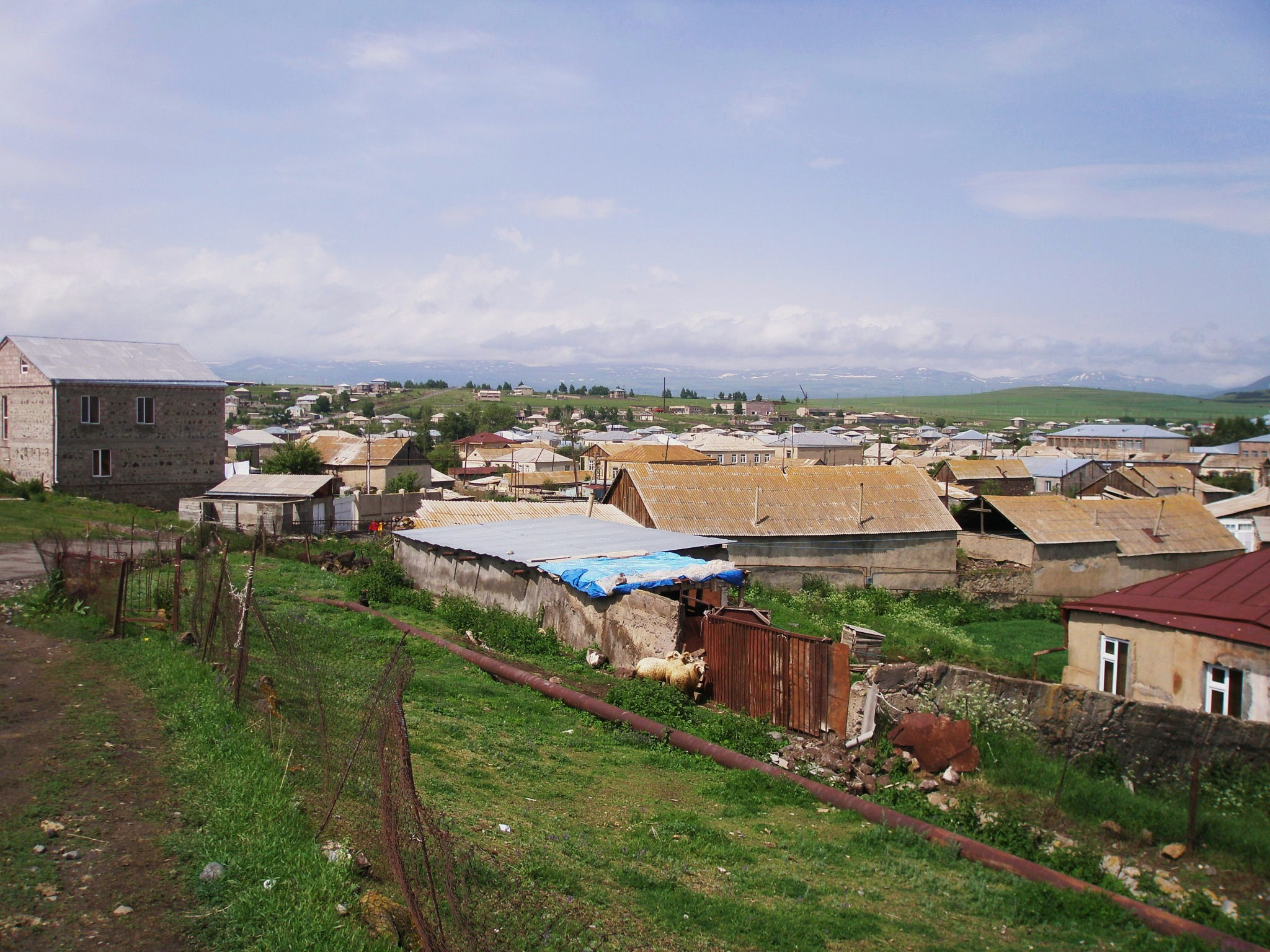
Вигляд на село
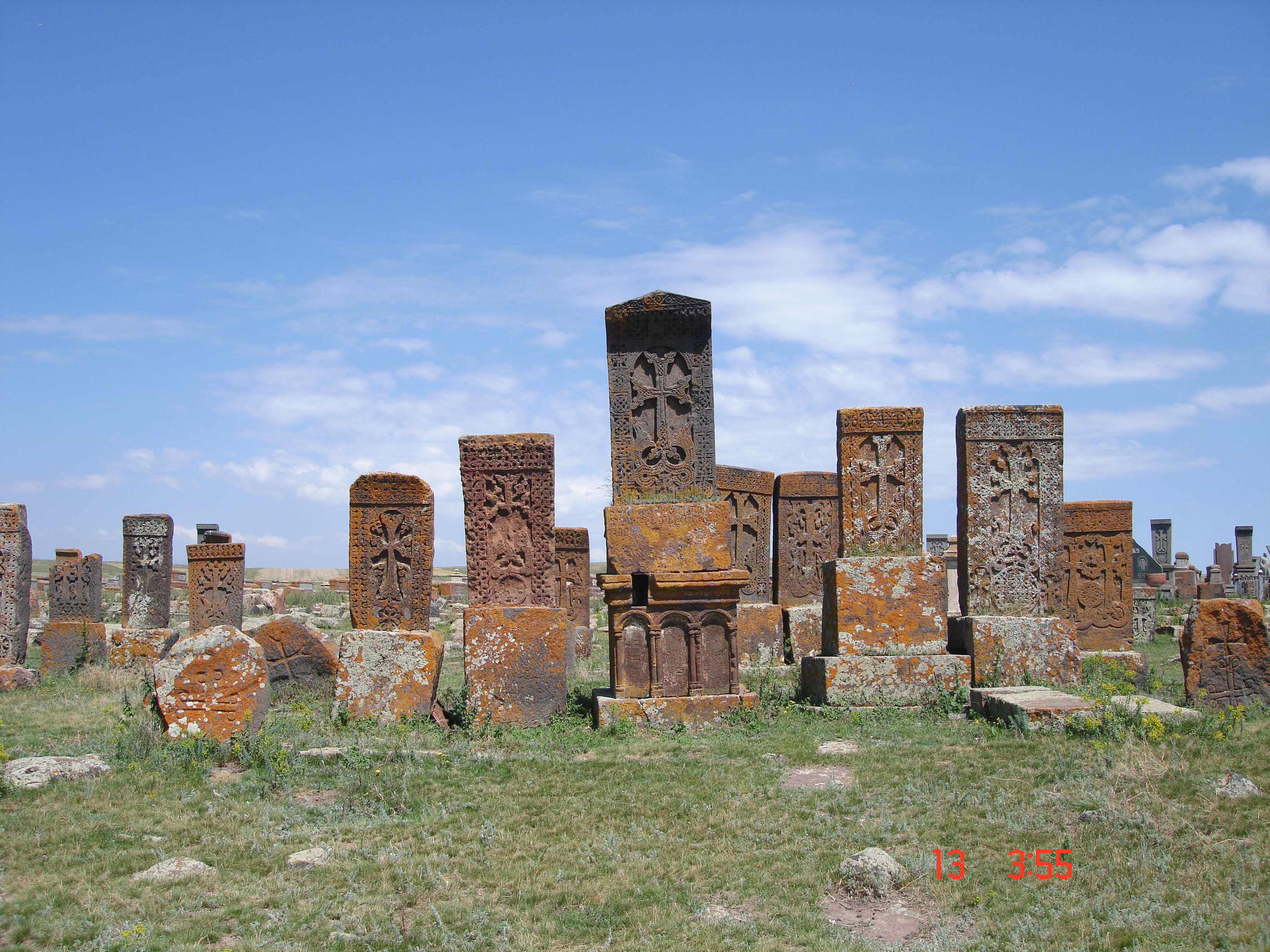
Цвинтар
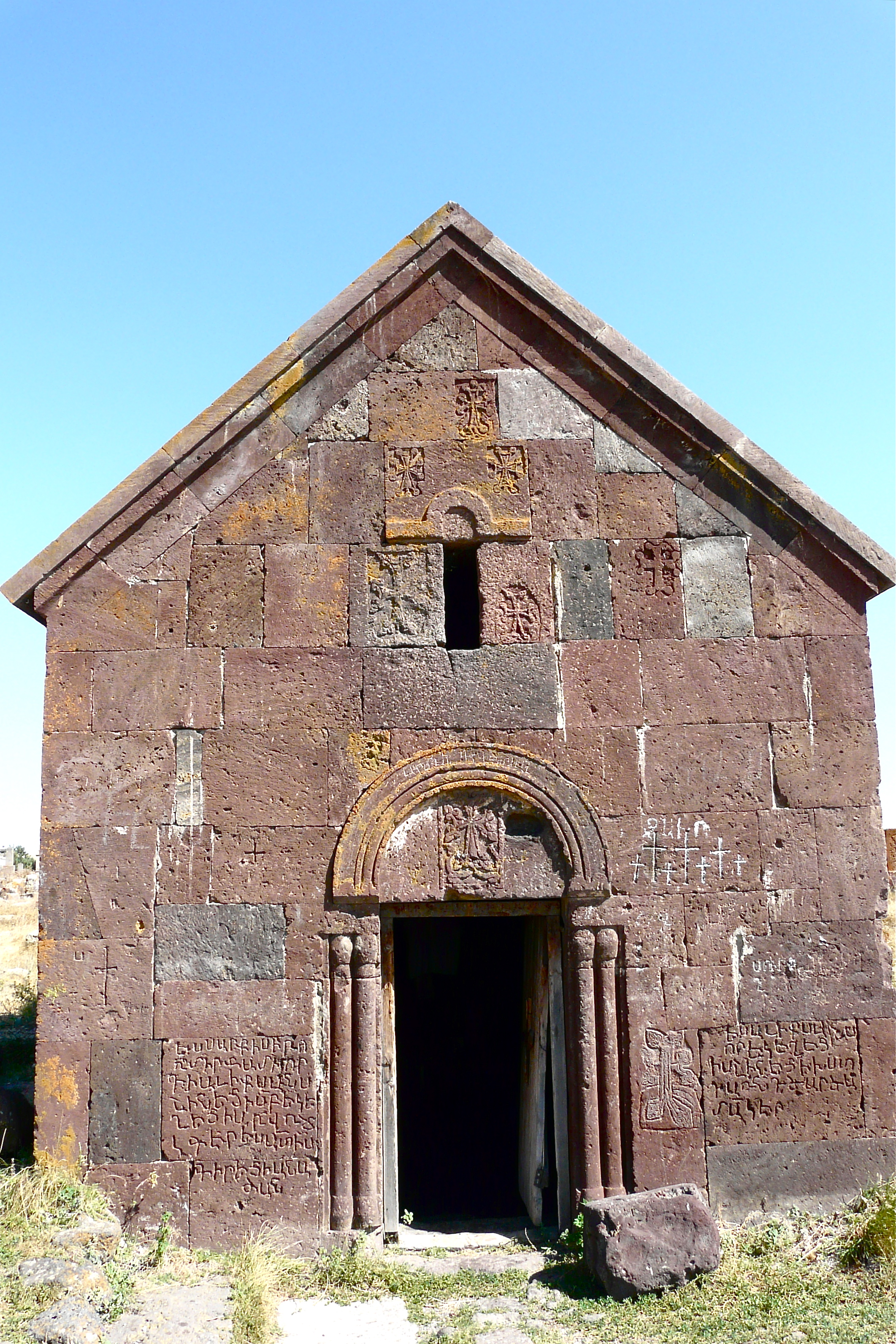
Каплиця